# Sulamicerus proximoriens
Sulamicerus proximoriens är en insektsart som beskrevs av Dlabola 1965. Sulamicerus proximoriens ingår i släktet Sulamicerus och familjen dvärgstritar. Inga underarter finns listade i Catalogue of Life.